# 最佳華語男歌手獎 (金曲獎)
金曲獎最佳華語男歌手獎是由文化部影視及流行音樂產業局在臺灣舉辦的金曲獎現行頒發獎項。1990年第1屆金曲獎設最佳男演唱人獎後，自1991年第3屆金曲獎起，男演唱人獎依語言分設國語男演唱人獎及其它語言之演唱人獎至今，並於2007年第18屆更名為「最佳國語男歌手獎」。2021年第32屆該獎項再更名為「最佳華語男歌手獎」。獲獎者有「金曲歌王」之美譽，該獎項在台灣樂壇中具有舉足輕重分量，相當有代表性。目前的得獎紀錄保持者為殷正洋及陳奕迅，贏得3屆獎項；入圍次數高達9次的王力宏及陳奕迅，則為入圍紀錄保持者。

## 沿革
1990年，首屆金曲獎設立「最佳男演唱人獎」。
1991年，第3屆起，演唱人獎始依照演唱語言劃分為「國語歌曲」及「方言歌曲」兩類。
2007年，第18屆起，更名為「最佳國語男歌手獎」。
2021年起，依據國家語言發展法修法規定，將「國語」類別改成「華語」類別，更名為「最佳華語男歌手獎」迄今。

## 歷屆金曲獎得獎暨入圍名單
|  | 獲獎者 |

### 最佳男演唱人獎（第1屆－第2屆）
- 1990年	第1屆：設立「最佳男演唱人獎」

首屆典禮採現場評分制
| 年份 （屆次）  | 入圍名單                       | 備註        |
| -------------- | ------------------------------ | ----------- |
| 1990 （第1屆） | 殷正洋 上揚有聲出版有限公司    | [ 1 ] [ 2 ] |
| 1990 （第1屆） | 王傑／飛碟企業有限公司         | [ 1 ] [ 2 ] |
| 1990 （第1屆） | 周華健／滾石有聲出版社有限公司 | [ 1 ] [ 2 ] |
| 1990 （第1屆） | 姜育恆／飛碟企業有限公司       | [ 1 ] [ 2 ] |
| 1990 （第1屆） | 費玉清／天下唱片事業有限公司   | [ 1 ] [ 2 ] |

未以演唱國語歌曲為主而得獎或入圍者，姓名後 以「#」標示。
| 年份 （屆次）  | 入圍名單                                         | 備註        |
| -------------- | ------------------------------------------------ | ----------- |
| 1990 （第2屆） | 洪榮宏 # 《風風雨雨這多年》 新笛唱片有限公司     | [ 3 ] [ 4 ] |
| 1990 （第2屆） | 張雨生／《想念我》／飛碟企業有限公司             | [ 3 ] [ 4 ] |
| 1990 （第2屆） | 張信哲／《忘記》／滾石有聲出版社有限公司         | [ 3 ] [ 4 ] |
| 1990 （第2屆） | 鄧百成#／《我自遠方來》／漢興傳播有限公司        | [ 3 ] [ 4 ] |
| 1990 （第2屆） | 童安格／《夢開始的地方》／寶麗金唱片股份有限公司 | [ 3 ] [ 4 ] |

### 最佳國語歌曲男演唱人獎（第3屆－第7屆）
- 1991年	第3屆：依演唱語言分設為「最佳國語歌曲男演唱人獎」
- 1994年 第6屆起：開放香港歌手參與競賽。

| 年份 （屆次）  | 入圍名單                                         | 備註          |
| -------------- | ------------------------------------------------ | ------------- |
| 1991 （第3屆） | 趙傳 《我是一隻小小鳥》 滾石有聲出版社有限公司   | [ 5 ] [ 6 ]   |
| 1991 （第3屆） | 李宗盛／《凡人歌》／滾石有聲出版社有限公司       | [ 5 ] [ 6 ]   |
| 1991 （第3屆） | 周華健／《不願一個人》／滾石有聲出版社有限公司   | [ 5 ] [ 6 ]   |
| 1991 （第3屆） | 吳宗憲／《七夕雨》／歌林股份有限公司             | [ 5 ] [ 6 ]   |
| 1991 （第3屆） | 童安格／《一世情緣》／寶麗金唱片股份有限公司     | [ 5 ] [ 6 ]   |
| 1992 （第4屆） | 周華健 《讓我歡喜讓我憂》 滾石有聲出版社有限公司 | [ 7 ] [ 8 ]   |
| 1992 （第4屆） | 王傑／《All By Himself》／飛碟企業有限公司       | [ 7 ] [ 8 ]   |
| 1992 （第4屆） | 伍思凱／《愛的過火》／可登有聲出版社有限公司     | [ 7 ] [ 8 ]   |
| 1992 （第4屆） | 費玉清／《情深往事 直到永遠》／飛碟企業有限公司  | [ 7 ] [ 8 ]   |
| 1992 （第4屆） | 黃品源／《真心》／滾石有聲出版社有限公司         | [ 7 ] [ 8 ]   |
| 1993 （第5屆） | 殷正洋 《天空藍藍的》 巨石音樂有限公司           | [ 9 ] [ 10 ]  |
| 1993 （第5屆） | 王翔／《沉默者之歌》／歌林股份有限公司           | [ 9 ] [ 10 ]  |
| 1993 （第5屆） | 李宗盛／《希望》／滾石有聲出版社有限公司         | [ 9 ] [ 10 ]  |
| 1993 （第5屆） | 周華健／《花心》／滾石有聲出版社有限公司         | [ 9 ] [ 10 ]  |
| 1993 （第5屆） | 張雨生／《大海》／飛碟企業有限公司               | [ 9 ] [ 10 ]  |
| 1994 （第6屆） | 殷正洋 《戲歌》 巨石音樂有限公司                 | [ 11 ] [ 12 ] |
| 1994 （第6屆） | 伍思凱／《最愛是你》／點將股份有限公司           | [ 11 ] [ 12 ] |
| 1994 （第6屆） | 張學友／《祝福》／寶麗金唱片股份有限公司         | [ 11 ] [ 12 ] |
| 1994 （第6屆） | 童安格／《現在以後》／寶麗金唱片股份有限公司     | [ 11 ] [ 12 ] |
| 1994 （第6屆） | 費玉清／《一生的朋友》／飛碟企業有限公司         | [ 11 ] [ 12 ] |
| 1996 （第7屆） | 張信哲 《宽容》 科藝百代股份有限公司             | [ 13 ] [ 14 ] |
| 1996 （第7屆） | 費玉清／《晚安曲》／飛碟企業有限公司             | [ 13 ] [ 14 ] |
| 1996 （第7屆） | 伍思凱／《愛與愁》／點將股份有限公司             | [ 13 ] [ 14 ] |
| 1996 （第7屆） | 林志炫／《一个人的样子》／點將股份有限公司       | [ 13 ] [ 14 ] |
| 1996 （第7屆） | 趙傳／《當初應該愛你》／台灣滾石唱片股份有限公司 | [ 13 ] [ 14 ] |

### 最佳國語男演唱人獎（第8屆－第17屆）
- 1997年	第8屆：更名為「最佳國語男演唱人獎」
- 1998年 第9屆起：開放予不同國籍人士參與競賽。

| 年份 （屆次）   | 入圍名單                                                           | 備註          |
| --------------- | ------------------------------------------------------------------ | ------------- |
| 1997 （第8屆）  | 齊秦 《絲路》 寶麗金唱片股份有限公司                               | [ 15 ] [ 16 ] |
| 1997 （第8屆）  | 伍思凱／《你愛誰》／點將股份有限公司                               | [ 15 ] [ 16 ] |
| 1997 （第8屆）  | 童安格／《收留》／點將股份有限公司                                 | [ 15 ] [ 16 ] |
| 1997 （第8屆）  | 張信哲／《夢想》／科藝百代股份有限公司                             | [ 15 ] [ 16 ] |
| 1997 （第8屆）  | 張學友／《忘記你我做不到》／寶麗金唱片股份有限公司                 | [ 15 ] [ 16 ] |
| 1998 （第9屆）  | 張學友 《想和你去吹吹風》 寶麗金唱片股份有限公司                   | [ 17 ] [ 18 ] |
| 1998 （第9屆）  | 陶喆／《陶喆》／金點唱片國際股份有限公司                           | [ 17 ] [ 18 ] |
| 1998 （第9屆）  | 伍佰／《搖滾‧浪漫》／魔岩唱片股份有限公司                          | [ 17 ] [ 18 ] |
| 1998 （第9屆）  | 齊秦／《狼 黃金自選輯》／上華國際企業股份有限公司                  | [ 17 ] [ 18 ] |
| 1998 （第9屆）  | 庾澄慶／《只有為你》／新力哥倫比亞音樂股份有限公司                 | [ 17 ] [ 18 ] |
| 1999 （第10屆） | 王力宏 《公轉自轉》 新力哥倫比亞音樂股份有限公司                   | [ 19 ] [ 20 ] |
| 1999 （第10屆） | 林志炫／《蒙娜麗莎的眼淚》／新力哥倫比亞音樂股份有限公司           | [ 19 ] [ 20 ] |
| 1999 （第10屆） | 庾澄慶／《第一張精選輯》／新力哥倫比亞音樂股份有限公司             | [ 19 ] [ 20 ] |
| 1999 （第10屆） | 許志安／《甲乙丙丁》／福茂唱片音樂股份有限公司                     | [ 19 ] [ 20 ] |
| 1999 （第10屆） | 齊秦／《我拿什麼愛你》／上華國際企業股份有限公司                   | [ 19 ] [ 20 ] |
| 2000 （第11屆） | 陳建年 《海洋》 角頭文化事業股份有限公司                           | [ 21 ] [ 22 ] |
| 2000 （第11屆） | 陶喆／《I'm OK》／俠客唱片股份有限公司                             | [ 21 ] [ 22 ] |
| 2000 （第11屆） | 庾澄慶／《我最熟悉》／新力哥倫比亞音樂股份有限公司                 | [ 21 ] [ 22 ] |
| 2000 （第11屆） | 王力宏／《不可能錯過你》／新力哥倫比亞音樂股份有限公司             | [ 21 ] [ 22 ] |
| 2000 （第11屆） | 張學友／《走過1999》／環球國際唱片股份有限公司                     | [ 21 ] [ 22 ] |
| 2001 （第12屆） | 阿弟仔 《我是人》 勇士物流股份有限公司（常喜音樂股份有限公司製作） | [ 23 ] [ 24 ] |
| 2001 （第12屆） | 蘇永康／《蘇情時間》／福茂唱片音樂股份有限公司                     | [ 23 ] [ 24 ] |
| 2001 （第12屆） | 袁惟仁／《袁惟仁》／宇宙國際音樂股份有限公司                       | [ 23 ] [ 24 ] |
| 2001 （第12屆） | 王力宏／《永遠的第一天》／新力哥倫比亞音樂股份有限公司             | [ 23 ] [ 24 ] |
| 2001 （第12屆） | 庾澄慶／《哈萊塢》／新力哥倫比亞音樂股份有限公司                   | [ 23 ] [ 24 ] |
| 2002 （第13屆） | 庾澄慶 《海嘯》 新力哥倫比亞音樂股份有限公司                       | [ 25 ] [ 26 ] |
| 2002 （第13屆） | 蘇永康 ／《悲傷止步》／ 福茂唱片音樂股份有限公司                   | [ 25 ] [ 26 ] |
| 2002 （第13屆） | 陳奕迅 ／《反正是我》／ 艾迴股份有限公司                           | [ 25 ] [ 26 ] |
| 2002 （第13屆） | 王力宏 ／《唯一》／ 新力哥倫比亞音樂股份有限公司                   | [ 25 ] [ 26 ] |
| 2002 （第13屆） | 伍思凱 ／《想念》／ 新力哥倫比亞音樂股份有限公司                   | [ 25 ] [ 26 ] |
| 2002 （第13屆） | 周杰倫 ／《范特西》／ 阿爾發音樂股份有限公司                       | [ 25 ] [ 26 ] |
| 2003 （第14屆） | 陳奕迅 《Special Thanks To...》 艾迴股份有限公司                   | [ 27 ] [ 28 ] |
| 2003 （第14屆） | 陶喆 ／《黑色柳丁》／ 俠客唱片股份有限公司                         | [ 27 ] [ 28 ] |
| 2003 （第14屆） | 蕭煌奇 ／《你是我的眼》／ 齊能音樂製作有限公司                     | [ 27 ] [ 28 ] |
| 2003 （第14屆） | 林志炫 ／《時間的味道》／ 炫音音樂有限公司                         | [ 27 ] [ 28 ] |
| 2003 （第14屆） | 費玉清 ／《風華再現 情繫百樂門》／ 華納國際音樂股份有限公司        | [ 27 ] [ 28 ] |
| 2003 （第14屆） | 張學友 ／《他在那裡》／ 上華國際企業股份有限公司                   | [ 27 ] [ 28 ] |
| 2004 （第15屆） | 伍思凱 《愛的鋼琴手》 新力哥倫比亞音樂股份有限公司                 | [ 29 ] [ 30 ] |
| 2004 （第15屆） | 陶喆 ／《樂之路》／ 伊世代娛樂股份有限公司                         | [ 29 ] [ 30 ] |
| 2004 （第15屆） | 陳奕迅 ／《黑‧白‧灰》／ 艾迴股份有限公司                           | [ 29 ] [ 30 ] |
| 2004 （第15屆） | 王力宏 ／《不可思議》／ 新力哥倫比亞音樂股份有限公司               | [ 29 ] [ 30 ] |
| 2004 （第15屆） | 周杰倫 ／《葉惠美》／ 阿爾發音樂股份有限公司                       | [ 29 ] [ 30 ] |
| 2005 （第16屆） | 黃立行 《黑的意念》 香港商維京百代音樂事業股份有限公司台灣分公司   | [ 31 ] [ 32 ] |
| 2005 （第16屆） | 林志炫 ／《至情志炫》／ 炫音音樂有限公司                           | [ 31 ] [ 32 ] |
| 2005 （第16屆） | 周杰倫 ／《七里香》／ 阿爾發音樂股份有限公司                       | [ 31 ] [ 32 ] |
| 2005 （第16屆） | 王宏恩 ／《走風的人》／ 破鑼嗓子音樂有限公司                       | [ 31 ] [ 32 ] |
| 2005 （第16屆） | 王力宏 ／《心中的日月》／ 新力哥倫比亞音樂股份有限公司             | [ 31 ] [ 32 ] |
| 2006 （第17屆） | 王力宏 《蓋世英雄》 新力博德曼音樂娛樂股份有限公司                 | [ 33 ] [ 34 ] |
| 2006 （第17屆） | 吳克群 ／《大頑家》／ 種子音樂有限公司                             | [ 33 ] [ 34 ] |
| 2006 （第17屆） | 張學友 ／《雪狼湖創意音樂劇》／ 上華國際企業股份有限公司           | [ 33 ] [ 34 ] |
| 2006 （第17屆） | 林志炫 ／《熟情歌》／ 炫音音樂有限公司                             | [ 33 ] [ 34 ] |
| 2006 （第17屆） | 胡德夫 ／《匆匆》／ 參拾柒度製作有限公司                           | [ 33 ] [ 34 ] |
| 2006 （第17屆） | 陶喆 ／《太平盛世》／ 伊世代娛樂股份有限公司                       | [ 33 ] [ 34 ] |

### 最佳國語男歌手獎（第18屆－第31屆）
- 2007年 第18屆：更名為「最佳國語男歌手獎」

| 年份 （屆次）   | 入圍名單                                                             | 備註          |
| --------------- | -------------------------------------------------------------------- | ------------- |
| 2007 （第18屆） | 李玖哲 《Baby是我》 麻吉娛樂經紀股份有限公司                         | [ 35 ] [ 36 ] |
| 2007 （第18屆） | 陶喆 ／《太美麗》／ 伊世代娛樂股份有限公司                           | [ 35 ] [ 36 ] |
| 2007 （第18屆） | 林俊傑 ／《曹操》／ 華宇唱片股份有限公司                             | [ 35 ] [ 36 ] |
| 2007 （第18屆） | 吳克群 ／《將軍令》／ 種子音樂有限公司                               | [ 35 ] [ 36 ] |
| 2007 （第18屆） | 曹格 ／《Super Man》／ 滾石國際音樂股份有限公司                      | [ 35 ] [ 36 ] |
| 2008 （第19屆） | 曹格 《Super Sunshine》 滾石國際音樂股份有限公司                     | [ 37 ] [ 38 ] |
| 2008 （第19屆） | Tank ／《延長比賽》／ 華研國際音樂股份有限公司                       | [ 37 ] [ 38 ] |
| 2008 （第19屆） | 楊培安 ／《楊培安II》／ 擎天娛樂事業股份有限公司                     | [ 37 ] [ 38 ] |
| 2008 （第19屆） | 方大同 ／《未來》／ 華納國際音樂股份有限公司                         | [ 37 ] [ 38 ] |
| 2008 （第19屆） | 陳奕迅 ／《認了吧》／ 上華國際企業股份有限公司                       | [ 37 ] [ 38 ] |
| 2008 （第19屆） | 信 ／《我就是我》／ 艾迴股份有限公司                                 | [ 37 ] [ 38 ] |
| 2009 （第20屆） | 周杰倫 《魔座》 杰威爾音樂有限公司                                   | [ 39 ] [ 40 ] |
| 2009 （第20屆） | 王力宏 ／《心‧跳》／ 台灣索尼音樂娛樂股份有限公司                    | [ 39 ] [ 40 ] |
| 2009 （第20屆） | 蕭煌奇 ／《我是蕭煌奇》／ 黑色吉他工作室                             | [ 39 ] [ 40 ] |
| 2009 （第20屆） | 陳奕迅 ／《不想放手》／ 上華國際企業股份有限公司                     | [ 39 ] [ 40 ] |
| 2009 （第20屆） | 方大同 ／《橙月》／ 華納國際音樂股份有限公司                         | [ 39 ] [ 40 ] |
| 2010 （第21屆） | 陶喆 《六九樂章》 金牌大風音樂文化股份有限公司                       | [ 41 ] [ 42 ] |
| 2010 （第21屆） | 林俊傑／《100天》／海蝶音樂股份有限公司                              | [ 41 ] [ 42 ] |
| 2010 （第21屆） | 陳奕迅／《上五樓的快活》／環球國際唱片股份有限公司                   | [ 41 ] [ 42 ] |
| 2010 （第21屆） | 方大同／《可啦思刻》／華納國際音樂股份有限公司                       | [ 41 ] [ 42 ] |
| 2010 （第21屆） | 蕭敬騰／《王妃》／華納國際音樂股份有限公司                           | [ 41 ] [ 42 ] |
| 2011 （第22屆） | 周杰倫 《跨時代》 杰威爾音樂有限公司                                 | [ 43 ] [ 44 ] |
| 2011 （第22屆） | 韋禮安／《韋禮安》／福茂唱片音樂股份有限公司                         | [ 43 ] [ 44 ] |
| 2011 （第22屆） | 林俊傑／《她說》／海蝶音樂股份有限公司                               | [ 43 ] [ 44 ] |
| 2011 （第22屆） | 王力宏／《十八般武藝》／ 台灣索尼音樂娛樂股份有限公司                | [ 43 ] [ 44 ] |
| 2011 （第22屆） | 齊秦／《美麗境界》／虹之美夢成真藝人經紀股份有限公司                 | [ 43 ] [ 44 ] |
| 2012 （第23屆） | 亂彈阿翔 《把我換成你》 赤腳不辣有限公司                             | [ 45 ] [ 46 ] |
| 2012 （第23屆） | 林宥嘉／《美妙生活》／華研國際音樂股份有限公司                       | [ 45 ] [ 46 ] |
| 2012 （第23屆） | 陳奕迅／《？》／環球國際唱片股份有限公司                             | [ 45 ] [ 46 ] |
| 2012 （第23屆） | 周杰倫／《驚嘆號》／杰威爾音樂有限公司                               | [ 45 ] [ 46 ] |
| 2012 （第23屆） | 蕭敬騰／《狂想曲》／華納國際音樂股份有限公司                         | [ 45 ] [ 46 ] |
| 2013 （第24屆） | 蕭敬騰 《以愛之名》 華納國際音樂股份有限公司                         | >             |
| 2013 （第24屆） | 林宥嘉／《大小說家》／華研國際音樂股份有限公司                       | >             |
| 2013 （第24屆） | 周杰倫／《12新作》／杰威爾音樂有限公司                               | >             |
| 2013 （第24屆） | 小宇／《再一次》／艾迴股份有限公司                                   | >             |
| 2013 （第24屆） | 方大同／《回到未來》／華納國際音樂股份有限公司                       | >             |
| 2014 （第25屆） | 林俊傑 《因你而在》 華納國際音樂股份有限公司                         | [ 49 ] [ 50 ] |
| 2014 （第25屆） | 李榮浩／《模特》／紅柿子音樂工作室                                   | [ 49 ] [ 50 ] |
| 2014 （第25屆） | 張震嶽／《我是海雅谷慕》／滾石國際音樂股份有限公司                   | [ 49 ] [ 50 ] |
| 2014 （第25屆） | 杜振熙／《你所不知道的杜振熙之內部整修》／顏社企業有限公司           | [ 49 ] [ 50 ] |
| 2014 （第25屆） | 周華健／《江湖》／滾石國際音樂股份有限公司                           | [ 49 ] [ 50 ] |
| 2015 （第26屆） | 陳奕迅 《米‧閃》 環球國際唱片股份有限公司                            | [ 51 ] [ 52 ] |
| 2015 （第26屆） | 張學友／《Wake Up Dreaming》／環球國際唱片股份有限公司               | [ 51 ] [ 52 ] |
| 2015 （第26屆） | 方大同／《危險世界》／闊思音樂有限公司                               | [ 51 ] [ 52 ] |
| 2015 （第26屆） | 韋禮安／《有所畏》／福茂唱片音樂股份有限公司                         | [ 51 ] [ 52 ] |
| 2015 （第26屆） | 楊培安／《沈睡的野獸》／華納國際音樂股份有限公司                     | [ 51 ] [ 52 ] |
| 2016 （第27屆） | 林俊傑 《和自己對話》 華納國際音樂股份有限公司                       | [ 53 ] [ 54 ] |
| 2016 （第27屆） | 黃明志／《亞洲通殺》／量能文創股份有限公司                           | [ 53 ] [ 54 ] |
| 2016 （第27屆） | 李健／《李健》／海蝶音樂股份有限公司                                 | [ 53 ] [ 54 ] |
| 2016 （第27屆） | 柯智棠／《你不真的想流浪》／台灣索尼音樂娛樂股份有限公司             | [ 53 ] [ 54 ] |
| 2016 （第27屆） | Matzka／《東南美》／台灣索尼音樂娛樂股份有限公司                     | [ 53 ] [ 54 ] |
| 2017 （第28屆） | 方大同 《西遊記》 香港商賦音樂有限公司                               | [ 55 ] [ 56 ] |
| 2017 （第28屆） | 周杰倫／《周杰倫的床邊故事》／杰威爾音樂有限公司                     | [ 55 ] [ 56 ] |
| 2017 （第28屆） | 郭頂／《飛行器的執行週期》／環球國際唱片股份有限公司                 | [ 55 ] [ 56 ] |
| 2017 （第28屆） | 盧廣仲／《What a Folk!!!!!!》／添翼創越工作室                        | [ 55 ] [ 56 ] |
| 2017 （第28屆） | 林宥嘉／《今日營業中》／華研國際音樂股份有限公司                     | [ 55 ] [ 56 ] |
| 2017 （第28屆） | 黃明志／《亞洲通車》／量能文創股份有限公司                           | [ 55 ] [ 56 ] |
| 2017 （第28屆） | 大支／《硬》／人人有功練音樂工作室                                   | [ 55 ] [ 56 ] |
| 2018 （第29屆） | 陳奕迅 《C'mon In~》 環球國際唱片股份有限公司                        | [ 57 ] [ 58 ] |
| 2018 （第29屆） | 宋念宇／《同在》／華納國際音樂股份有限公司                           | [ 57 ] [ 58 ] |
| 2018 （第29屆） | 李玖哲／《Will You Remember》／由你娛樂有限公司                      | [ 57 ] [ 58 ] |
| 2018 （第29屆） | 林俊傑／《偉大的渺小》／華納國際音樂股份有限公司                     | [ 57 ] [ 58 ] |
| 2018 （第29屆） | 許書豪／《How》／上行娛樂股份有限公司                                | [ 57 ] [ 58 ] |
| 2019 （第30屆） | Leo王 《無病呻吟有情抒情》 顏社企業有限公司                          | >             |
| 2019 （第30屆） | 謝震廷／《愛麗絲 Where Are We Going?》／十全媒體娛樂行銷股份有限公司 | >             |
| 2019 （第30屆） | 柯智棠／《吟遊》／何樂音樂有限公司                                   | >             |
| 2019 （第30屆） | 李榮浩／《耳朵》／華納國際音樂股份有限公司                           | >             |
| 2019 （第30屆） | ØZI／《ØZI: The Album》／新樂園音樂有限公司                          | >             |
| 2020 （第31屆） | 吳青峰 《太空人》 環球國際唱片股份有限公司                           | [ 61 ] [ 62 ] |
| 2020 （第31屆） | 周華健／《少年》／滾石國際音樂股份有限公司                           | [ 61 ] [ 62 ] |
| 2020 （第31屆） | J.Sheon／《巷子內》／台灣索尼音樂娛樂股份有限公司                    | [ 61 ] [ 62 ] |
| 2020 （第31屆） | 張震嶽／《遠走高飛》／滾石國際音樂股份有限公司                       | [ 61 ] [ 62 ] |
| 2020 （第31屆） | 黃明志／《亞洲通話》／亞洲通文創有限公司                             | [ 61 ] [ 62 ] |
| 2020 （第31屆） | 裘德／《頒獎的時候我要缺席》／眾水之音文化傳播有限公司               | [ 61 ] [ 62 ] |

### 最佳華語男歌手獎（第32屆－至今）
- 2021年	第32屆：更名為「最佳華語男歌手獎」迄今

| 年份 （屆次）   | 入圍名單                                                                   | 備註          |
| --------------- | -------------------------------------------------------------------------- | ------------- |
| 2021 （第32屆） | 杜振熙 《家常音樂》 任性的人工作室                                         | [ 63 ] [ 64 ] |
| 2021 （第32屆） | 瘦子／《靈魂出竅》／滾石國際音樂股份有限公司                               | [ 63 ] [ 64 ] |
| 2021 （第32屆） | 林俊傑／《倖存者‧如你》／華納國際音樂股份有限公司                          | [ 63 ] [ 64 ] |
| 2021 （第32屆） | 吳青峰／《冊葉一：一與一》／環球國際唱片股份有限公司                       | [ 63 ] [ 64 ] |
| 2021 （第32屆） | 韋禮安／《Sounds of My Life》／台灣索尼音樂娛樂股份有限公司                | [ 63 ] [ 64 ] |
| 2021 （第32屆） | 李泉／《十日彈》／台灣索尼音樂娛樂股份有限公司                             | [ 63 ] [ 64 ] |
| 2022 （第33屆） | 崔健 《飛狗》 環球國際唱片股份有限公司                                     | [ 65 ] [ 66 ] |
| 2022 （第33屆） | 盧廣仲／《勵志論》／添翼創越工作室                                         | [ 65 ] [ 66 ] |
| 2022 （第33屆） | 許鈞／《美夢公司》／環球國際唱片股份有限公司                               | [ 65 ] [ 66 ] |
| 2022 （第33屆） | YELLOW黃宣／《BEANSTALK》／否極泰來音樂股份有限公司                        | [ 65 ] [ 66 ] |
| 2022 （第33屆） | 馬念先／《馬念先個人創作專輯〈Mama Jeans and Daddy Shoes〉》／馬念先工作室 | [ 65 ] [ 66 ] |
| 2022 （第33屆） | 裘德／《最後的水族館》／眾水之音文化傳播有限公司                           | [ 65 ] [ 66 ] |
| 2023 （第34屆） | HUSH 《娛樂自己》 相信音樂國際股份有限公司                                 | [ 67 ] [ 68 ] |
| 2023 （第34屆） | MC HotDog／《姚中二》／滾石國際音樂股份有限公司                            | [ 67 ] [ 68 ] |
| 2023 （第34屆） | 熊仔／《PRO》／台灣索尼音樂娛樂股份有限公司                                | [ 67 ] [ 68 ] |
| 2023 （第34屆） | 吳青峰／《馬拉美的星期二》／環球國際唱片股份有限公司                       | [ 67 ] [ 68 ] |
| 2023 （第34屆） | 鶴 The Crane／《TALENT》／新樂園音樂有限公司                               | [ 67 ] [ 68 ] |
| 2023 （第34屆） | 趙雷／《署前街少年》／街聲股份有限公司                                     | [ 67 ] [ 68 ] |
| 2024 （第35屆） | MC HotDog 《髒藝術家》 滾石國際音樂股份有限公司                            | [ 69 ] [ 70 ] |
| 2024 （第35屆） | 許鈞／《期待集》／十一音像有限公司（十一音樂）                             | [ 69 ] [ 70 ] |
| 2024 （第35屆） | 林俊傑／《重拾＿快樂》／就是俊傑音樂股份有限公司                           | [ 69 ] [ 70 ] |
| 2024 （第35屆） | Marz23／《不遠處》／華納國際音樂股份有限公司                               | [ 69 ] [ 70 ] |
| 2024 （第35屆） | 裘德／《裘德》／亞神音樂娛樂股份有限公司                                   | [ 69 ] [ 70 ] |
| 2025 （第36屆） | 呂士軒 《好聲豪氣》 任意門娛樂股份有限公司                                 |               |
| 2025 （第36屆） | 柏霖PoLin／《允許萬物破碎》／台灣索尼音樂娛樂股份有限公司                  |               |
| 2025 （第36屆） | 蕭煌奇／《沒事的》／華納國際音樂股份有限公司                               |               |
| 2025 （第36屆） | 林家謙／《隱形色》／亞神音樂娛樂股份有限公司                               |               |
| 2025 （第36屆） | 李榮浩／《黑馬》／台灣索尼音樂娛樂股份有限公司                             |               |

## 獎項前身

### 金鐘獎男歌星演員（第15屆－第23屆）
在正式舉辦金曲獎之前，電視金鐘獎頒發歌星演員獎。以下為得獎名單︰
| 年份 （屆次）   | 入圍名單             | 備註          |
| --------------- | -------------------- | ------------- |
| 1980 （第15屆） | 劉文正 華視          | [ 71 ]        |
| 1980 （第15屆） | 葉明德／台視         | [ 71 ]        |
| 1980 （第15屆） | 余天／台視           | [ 71 ]        |
| 1981 （第16屆） | 從缺                 | [ 72 ]        |
| 1981 （第16屆） | 張帝／台視           | [ 72 ]        |
| 1981 （第16屆） | 費玉清／中視         | [ 72 ]        |
| 1981 （第16屆） | 劉文正／華視         | [ 72 ]        |
| 1982 （第17屆） | 劉文正 華視          | [ 73 ]        |
| 1982 （第17屆） | 費玉清／中視         | [ 73 ]        |
| 1982 （第17屆） | 華怡保／台視         | [ 73 ]        |
| 1983 （第18屆） | 劉文正 華視          | [ 74 ]        |
| 1983 （第18屆） | 張帝／華視           | [ 74 ]        |
| 1983 （第18屆） | 凌峰／台視           | [ 74 ]        |
| 1984 （第19屆） | 費玉清 中視          | [ 75 ] [ 76 ] |
| 1984 （第19屆） | 劉文正／華視         | [ 75 ] [ 76 ] |
| 1984 （第19屆） | 劉福助／台視         | [ 75 ] [ 76 ] |
| 1985 （第20屆） | 凌峰 中視            | [ 77 ] [ 78 ] |
| 1985 （第20屆） | 康雷／台視           | [ 77 ] [ 78 ] |
| 1985 （第20屆） | 孫豪／華視           | [ 77 ] [ 78 ] |
| 1986 （第21屆） | 楊烈 華視 鄒森／台視 | [ 79 ] [ 80 ] |
| 1987 （第22屆） | 文章 中視            | [ 81 ] [ 82 ] |
| 1987 （第22屆） | 殷正洋／中視         | [ 81 ] [ 82 ] |
| 1987 （第22屆） | 楊烈／華視           | [ 81 ] [ 82 ] |
| 1988 （第23屆） | 殷正洋 中視          | [ 83 ] [ 84 ] |
| 1988 （第23屆） | 余天／中視           | [ 83 ] [ 84 ] |
| 1988 （第23屆） | 文章／中視           | [ 83 ] [ 84 ] |
| 1988 （第23屆） | 楊烈／華視           | [ 83 ] [ 84 ] |
| 1988 （第23屆） | 劉福助／台視         | [ 83 ] [ 84 ] |

## 統計

### 獲獎紀錄
| 統計                             | 名字         | 數據           | 備註                                        |
| -------------------------------- | ------------ | -------------- | ------------------------------------------- |
| 獲獎最多次的男歌手               | 殷正洋       | 3次            | 第1屆、第5屆、第6屆                         |
| 獲獎最多次的男歌手               | 陳奕迅       | 3次            | 第14届、第26届、第29届                      |
| 入圍最多次的男歌手               | 陳奕迅       | 9次            | 3次獲獎                                     |
| 入圍最多次的男歌手               | 王力宏       | 9次            | 2次獲獎                                     |
| 獲獎時間相隔最久的男歌手         | 陈奕迅       | 相隔12年再獲獎 | 第14届、第26屆                              |
| 獲獎時間相隔最短的男歌手         | 殷正洋       | 連續獲獎       | 第5届、第6屆                                |
| 入圍最多次後終於獲獎的男歌手     | 陶喆         | 6次            | 入圍第9、11、14、15、17、18屆，於第21屆得獎 |
| 入圍最多次但尚未獲獎的男歌手     | 費玉清       | 5次            | 尚未獲獎                                    |
| 入圍最多次但尚未獲獎的男歌手     | 林志炫       | 5次            | 尚未獲獎                                    |
| 首次獲獎時最年輕的男歌手         | 王力宏       | 23歲           | 於第10屆首次獲獎                            |
| 首次獲獎時最年長的男歌手         | 崔健         | 61歲           | 於第33屆首次獲獎                            |
| 入圍時間相隔最久的男歌手         | 周華健       | 相隔21年再入圍 | 第5屆、第25屆                               |
| 連續入圍最多次男歌手             | 庾澄慶       | 5次            | 第9屆至第13屆                               |
| 獲得過新人獎的男歌手             | 伍思凱       | 3人            | 第1屆新人獎、第15屆獲獎                     |
| 獲得過新人獎的男歌手             | 陶喆         | 3人            | 第9屆新人獎、第21屆獲獎                     |
| 獲得過新人獎的男歌手             | 林俊傑       | 3人            | 第15屆新人獎、第25及27屆獲獎                |
| 首次入圍男歌手後立即獲獎         | 殷正洋       | 15人           | 首次入圍第1屆後獲獎                         |
| 首次入圍男歌手後立即獲獎         | 洪榮宏       | 15人           | 首次入圍第2屆後獲獎                         |
| 首次入圍男歌手後立即獲獎         | 趙傳         | 15人           | 首次入圍第3屆後獲獎                         |
| 首次入圍男歌手後立即獲獎         | 齊秦         | 15人           | 首次入圍第8屆後獲獎                         |
| 首次入圍男歌手後立即獲獎         | 王力宏       | 15人           | 首次入圍第10屆後獲獎                        |
| 首次入圍男歌手後立即獲獎         | 陳建年       | 15人           | 首次入圍第11屆後獲獎                        |
| 首次入圍男歌手後立即獲獎         | 阿弟仔       | 15人           | 首次入圍第12屆後獲獎                        |
| 首次入圍男歌手後立即獲獎         | 黃立行       | 15人           | 首次入圍第16屆後獲獎                        |
| 首次入圍男歌手後立即獲獎         | 李玖哲       | 15人           | 首次入圍第18屆後獲獎                        |
| 首次入圍男歌手後立即獲獎         | 亂彈阿翔     | 15人           | 首次入圍第23屆後獲獎                        |
| 首次入圍男歌手後立即獲獎         | Leo王        | 15人           | 首次入圍第30屆後獲獎                        |
| 首次入圍男歌手後立即獲獎         | 吳青峰       | 15人           | 首次入圍第31屆後獲獎                        |
| 首次入圍男歌手後立即獲獎         | 崔健         | 15人           | 首次入圍第33屆後獲獎                        |
| 首次入圍男歌手後立即獲獎         | HUSH         | 15人           | 首次入圍第34屆後獲獎                        |
| 首次入圍男歌手後立即獲獎         | 呂士軒       | 15人           | 首次入圍第36屆後獲獎                        |
| 首張專輯同時入圍新人獎和男歌手獎 | 陶喆         | 6人            | 第9屆                                       |
| 首張專輯同時入圍新人獎和男歌手獎 | 韋禮安       | 6人            | 第22屆                                      |
| 首張專輯同時入圍新人獎和男歌手獎 | 李榮浩       | 6人            | 第25屆                                      |
| 首張專輯同時入圍新人獎和男歌手獎 | 柯智棠       | 6人            | 第27屆                                      |
| 首張專輯同時入圍新人獎和男歌手獎 | ØZI          | 6人            | 第30屆                                      |
| 首張專輯同時入圍新人獎和男歌手獎 | 鶴 The Crane | 6人            | 第34屆                                      |
| 連續兩張專輯獲獎的男歌手         | 殷正洋       | 2次            | 《天空藍藍的》（第5屆）、《戲歌》（第6屆）  |
| 連續兩張專輯獲獎的男歌手         | 周杰倫       | 2次            | 《魔座》（第20屆）、《跨時代》（第22屆）    |
| 得過最佳樂團獎且獲男歌手獎       | 吳青峰       | 1人            | 第18、19及27屆最佳樂團獎、第31屆獲獎        |
| 得過演唱組合獎且獲男歌手獎       | 亂彈阿翔     | 1人            | 第9屆演唱組及第11屆演唱團體獎、第23屆獲獎   |

### 已獲獎男歌手
| 得獎次數 | 歌手（入圍次數） |
| -------- | --- |
| 1        | 陶喆、張學友（7次） 伍思凱、方大同、周華健（6次） 庾澄慶（5次） 齊秦（4次） 張信哲、蕭敬騰、吳青峰（3次） 趙傳、曹格、李玖哲、杜振熙、MC HotDog（2次） 陳建年、阿弟仔、黃立行、亂彈阿翔、Leo王、崔健、Hush、呂士軒（1次） |
| 2        | 王力宏（9次） 周杰倫（8次） 林俊傑（8次） |
| 3        | 陳奕迅（9次） 殷正洋（3次） |

### 未獲獎男歌手
| 入圍次數 | 歌手 |
| -------- | --- |
| 1        | 吳宗憲、黃品源、王翔、伍佰、許志安、袁惟仁、王宏恩、胡德夫、Tank、姜育恆、信、李健、Matzka、郭頂、大支、許書豪、謝震廷、ØZI、J.Sheon、瘦子、李泉、黃宣、馬念先、熊仔、鶴 The Crane、趙雷、Marz23、董柏霖、林家謙 |
| 2        | 王傑、張雨生、李宗盛、蘇永康、吳克群、楊培安、宋念宇、柯智棠、張震嶽、盧廣仲、許鈞 |
| 3        | 林宥嘉、黃明志、韋禮安、裘德、李榮浩、蕭煌奇 |
| 4        | 童安格 |
| 5        | 費玉清、林志炫 |

## 歷屆票選過程及評論
| 年份 （屆次）   | 得獎者    | 票選過程及評論 |
| --------------- | --------- | --- |
| 1997 （第8屆）  | 齊秦      | 齊秦勝張學友6分 |
| 1998 （第9屆）  | 張學友    | 張學友勝伍佰4分 |
| 1999 （第10屆） | 王力宏    | 王力宏勝林志炫 |
| 2000 （第11屆） | 陳建年    | 第一輪：陳建年、王力宏、陶喆出線；第二輪：陶喆被淘汰；第三輪：陳建年7票、王力宏7票；第四輪：陳建年險勝王力宏 |
| 2001 （第12屆） | 阿弟仔    | 第一輪：阿弟仔、王力宏、蘇永康出線；第二輪：阿弟仔10票、王力宏5票 |
| 2002 （第13屆） | 庾澄慶    | 第一輪：庾澄慶、陳奕迅、周杰倫出線；第二輪：周杰倫被淘汰；第三輪：周杰倫被評審提出翻案成功；第四輪：庾澄慶勝陳奕迅 |
| 2003 （第14屆） | 陳奕迅    | 最後一輪：陳奕迅勝費玉清1票 評審意見：專輯概念完整，內容豐富。在快歌和慢歌上都掌握得宜，唱腔自由活潑，具有濃厚情感。 |
| 2004 （第15屆） | 伍思凱    | 第一輪：伍思凱、王力宏、周杰倫出線；第二輪：伍思凱13票、王力宏5票、周杰倫1票 |
| 2005 （第16屆） | 黃立行    | 第一輪：黃立行、王宏恩、王力宏出線；第二輪：黃立行險勝王宏恩 評審意見：聲音在音樂裡發揮得淋漓盡致，從演繹到音色都結合專輯概念，因而在第二輪投票時勝出。 |
| 2006 （第17屆） | 王力宏    | 第一輪：王力宏、胡德夫、陶喆出線；第二輪：王力宏勝胡德夫 評審意見：歌聲有震撼力，動靜皆宜，貴氣、清新，音樂獨樹一格，因而在第二輪投票時勝出。 |
| 2007 （第18屆） | 李玖哲    | 最後一輪：李玖哲勝陶喆 評審意見：李玖哲專精歌唱，音質佳，雖然有評審認為他的歌路單一，而主要競爭對手陶喆的作品較具開創性，但最後李玖哲仍以聲音特殊、溫柔被判斷通過得獎。 |
| 2008 （第19屆） | 曹格      | 第一輪：曹格、陳奕迅、Tank、楊培安出線；第二輪：曹格勝陳奕迅2票 評審意見：評審認為曹格的聲音集中，雖然有評審認為他的唱法太油，但主要競爭對手陳奕迅唱法保守，因而判斷由曹格得獎。 |
| 2009 （第20屆） | 周杰倫    | 第一輪：方大同7票、陳奕迅6票、周杰倫5票出線（有一名評審迴避，只有18位評審）；第二輪：周杰倫9票，方大同及陳奕迅各獲5票（首輪迴避的評審再度加入投票，共19位評審） 評審意見：解決咬字不清的問題，歌種豐富、唱法多樣，音域達到非一般水平，因而超越方大同、陳奕迅得獎。                                                        |
| 2010 （第21屆） | 陶喆      | 第一輪：陶喆、陳奕迅出線；第二輪：陶喆10票、陳奕迅7票 評審意見：評審認為陶喆用心求突破，從心底唱響屬於自己的搖滾樂章，而主要競爭對手陳奕迅的假音處理令人失望，因而判斷由陶喆得獎。 |
| 2011 （第22屆） | 周杰倫    | 第一輪：所有男歌手各有支持；第二輪：每位評審可投3票，周杰倫16票、林俊傑9票、齊秦9票出線；第三輪：周杰倫13票、林俊傑5票、齊秦1票。 評審意見：能演繹各種音樂風格，掌握稱職，表現多元，因而在第三輪投票時勝出。 |
| 2012 （第23屆） | 亂彈阿翔  | 第一輪：亂彈阿翔、林宥嘉、蕭敬騰出線；第二輪：亂彈阿翔14票、林宥嘉5票、蕭敬騰1票 評審意見：歌聲誠懇而真實，帶給人們直接的感動，因而在第二輪投票時勝出。 |
| 2013 （第24屆） | 蕭敬騰    | 只有一輪：蕭敬騰勝方大同 評審意見：兼具明星特質和演唱實力，vocal獨特，唱功深厚，對詞曲的詮釋令人激賞，是能唱進聽眾心裡的聲音，因而在第一輪投票時勝出。 |
| 2014 （第25屆） | 林俊傑    | 只有一輪：林俊傑12票、張震嶽6票、周華健2票 評審意見：兼具明星特質和演唱實力，音樂掌控細膩，會唱還會饒舌，唱功不容置疑，因而在第一輪投票時勝出。 |
| 2015 （第26屆） | 陳奕迅    | 第一輪：陳奕迅、張學友、楊培安出線；第二輪：楊培安被淘汰；第三輪：陳奕迅10票、張學友9票 評審意見：評審在張學友、陳奕迅之間的抉擇引起激烈討論，分成兩派。有評審認為張學友沉澱人生歷練，深情詮釋歌曲，展現永留心中的雋永。有評審認為陳奕迅詮釋歌曲遊刃有餘，像演員般用歌聲演繹角色。兩者水準極接近，最後張學友僅以1票落敗。 |
| 2016 （第27屆） | 林俊傑    | 只有一輪：林俊傑10票，李健、柯智棠及Matzka各獲3票 評審意見：兼具明星特質和演唱實力，音樂掌控細膩，情感和技巧純熟，專輯做法創新，因而在第一輪投票時勝出。 |
| 2017 （第28屆） | 方大同    | 只有一輪：方大同18票、林宥嘉2票 評審意見：創作極為豐富、音樂具企圖心，巧妙結合中文和R&B，各種風格的樂音信手拈來，把人聲變成樂器在使用，因而在第一輪投票時以壓倒性票數勝出。 |
| 2018 （第29屆） | 陳奕迅    | 只有一輪：陳奕迅14票，宋念宇及林俊傑亦有票數 評審意見：對音樂的駕馭傑出，在節奏複雜度非常高的情況下唱得輕鬆舒服，細膩動人，技巧佳且不像是在炫技，因而在第一輪投票時勝出。 |
| 2019 （第30屆） | Leo王     | 只有一輪：Leo王9票、李榮浩7票 評審意見：風格突出，表演有開展性，非典型男歌手呼應多元時代。能唱又能饒舌，用心控制表演，是全面性的創作歌手，因而在第一輪投票時勝出。 |
| 2020 （第31屆） | 吳青峰    | 只有一輪：吳青峰以壓倒性票數勝出 評審意見：成功跳脫團體框架，風格獨一無二。作品精緻，把個人特色發揮到優雅的姿態，因而在第一輪投票時以壓倒性票數勝出。 |
| 2021 （第32屆） | 杜振熙    | 歷經五輪投票，杜振熙、韋禮安、吳青峰進入討論。最後一輪：杜振熙9票、韋禮安6票 評審意見：對節奏和文字很有想法，打破嘻哈只唸不唱，自在地呈現音樂，情緒傳達沒有壓迫感。不但是時代icon，也將華語音樂帶入嘻哈時代，因而在第五輪投票時勝出。                                                                                     |
| 2022 （第33屆） | 崔健      | 第一輪：崔健、黃宣、盧廣仲、裘德出線；第二輪：盧廣仲、裘德被淘汰；第三輪：崔健勝黃宣1票 評審意見：歌聲兼具節奏和旋律，展現矛盾又和諧的危險張力，唱得鏗鏘有力。寫大時代的史詩、樹立音樂手藝的新高度，因而在第三輪投票時勝出。                                                                                              |
| 2023 （第34屆） | HUSH      | 第一輪：HUSH、吳青峰、熊仔出線；第二輪：熊仔被淘汰；第三輪：HUSH勝吳青峰 評審意見：在音樂中交出完整的自己，轉音幾乎無瑕疵，演唱技巧出色、聲音處理細緻，達到人歌合一的境界，因而在第三輪投票時勝出。 |
| 2024 （第35屆） | MC HotDog | 第一輪：MC HotDog、裘德出線；第二輪：MC HotDog勝裘德 評審意見：演唱具感染力，將音樂變成日常。接地氣的創作面向，結合敏銳的社會觀察力，唱出饒舌音樂的最大共鳴，因而在第二輪投票時勝出。 |
| 2025 （第36屆） | 呂士軒    | 只有一輪：呂士軒票數過半 評審意見：打破饒舌只有唸白的刻板印象，演唱和饒舌無縫接軌，創造出吸引人的聽感，展現饒舌音樂的新高度，因而在第一輪投票時勝出。 |

## 外部連結
- 第35屆金曲獎頒獎典禮官方網站
- 歷屆金曲獎得獎入圍名單 （页面存档备份，存于），文化部影視及流行音樂產業局